# Vitorio Mijele
Vitorio Mijele (ital. Vittorio Miele; Kasino, 24. novembar 1926 — Kasino, 18. novembar 1999, Kasino) bio je italijanski slikar.

## Biografija
Vitorio Mijele je rođen u Kasinu (Italija) 1926. godine i preživeo je tragediju Drugog svetskog rata, gde su u bici kod Monte Kasina poginuli njegov otac i mlađa sestra. Njegova majka je umrla kasnije zbog zadobijenih rana. Vitorio je preživeo i otišao je u severnu Italiju.
Godine 1966. je imao prvu samostalnu izložbu u Frosinoneu. Sa slikom Case di Ciociaria bio je dobitnik prve nagrade na izložbi "Figurative Arts Province" u Rimu. Posle izložbe u Republici San Marino i Japanu, u junu 1973. godine, predstavio se i u Sarajevu.
U sedamdesetima bio je pozvan u Jugoslaviju, kao gost Državne umetničke kolonije u Počitelju. Tamo je otkrio svežinu orijentacione arhaičke kulture. Počeo je da slika opet u prirodi, njegov stil je postao manje oštar, bosanske planine su postale okružnije i senke meke ali veoma izražene. Opet je pronašao luminantnost gukoju je izbio u godinama putovanja.
Posle mnogo izložbi u Italiji i SAD, 1991. godine predstavio se i u Evropskom Parlamentu.
Umro je u njegovom rodnom gradu, Kasinu, 18. novembra 1999. godine.
Bio je dobar drug poete Kolje Mićevića.

## Literatura
- 1975
- ) 1972
- 2000